# 雪夫人絵図
『雪夫人絵図』（ゆきふじんえず）は、舟橋聖一の小説。およびこれを原作とする映画。
小説は『小説新潮』に1948年1月号から1950年2月号まで連載され、単行本は新潮社から刊行された。のち文庫化もされる。
1950年と1968年に2度映画化された。

## 映画

### 1950年版
1950年10月21日公開。新東宝・瀧村プロ製作、新東宝配給。
溝口健二監督作品。主演は木暮実千代、上原謙。
DVDは紀伊國屋書店よりハイビジョン・デジタルニューマスター版が2006年8月に発売され、特典として短篇『朝日は輝く』を同時収録している。

#### 出演者
- 信濃雪：木暮実千代
- 菊中方哉：上原謙
- 安部濱子：久我美子
- 信濃直之：柳永二郎
- 誠太郎：加藤春哉
- 綾子：浜田百合子
- さん：浦辺粂子
- お澄：夏川静江
- 立岡：山村聡
- 宇津保館板前：小森敏、石川冷
- ホテルのボーイ：沢井一郎
- 運転手：水城四郎

### 1968年版
1968年、成沢昌茂監督、主演佐久間良子でリメイク。東映東京撮影所で製作されたがお蔵入りとなり、7年後の1975年に日活が東映から買い取って公開した。タイトルは旧字体を含む『雪夫人繪圖』であるが、1950年版も本来は『雪夫人繪圖』と見られる。

#### キャスト
- 信濃雪：佐久間良子
- 信濃直之：山形勲
- 菊中夏二：丹波哲郎
- 安部浜子：長谷川澄子
- 寺石きん：荒木道子
- 誠太郎：谷隼人
- 綾子：浜木綿子
- 土屋：菅井一郎
- 山崎：河合絃司
- お艶：北あけみ
- お澄：中村芳子
- 磐井つね：田村奈巳
- 武二郎：吉田公利
- 立岡：永井秀明
- お国：浦辺粂子
- 辰子：山本緑
- 雪夫人の幼女時代：畠山淑子
- アベック・男：佐藤汎彦
- アベック・女：田内加代子
- アベック・男：小林稔侍
- アベック・女：田沼瑠美子

#### スタッフ
- 監督：成澤昌茂
- 脚本：成澤昌茂
- 原作：舟橋聖一
- 企画：今田智憲、吉田達
- 撮影：成島東一郎
- 美術：森幹男
- 音楽：渡辺岳夫
- 録音：大谷政信
- 照明：元持秀雄
- 編集：長沢嘉樹
- 助監督：内藤誠

#### 製作と興行
1968年1月、女優を美しく撮ることできこえた松竹のカメラマン・成島東一郎が初めて東映に招かれた。成島は使用するフィルムや、現像のこと、衣装など熱意を込めて語り、東映東京撮影所のスタッフルームは新春にふさわしく優雅な気分に包まれた。成島のチーフ助手だったのが阪本善尚で、同じチーフ助監督だった内藤誠と仲良くなり、1982年内藤監督の『俗物図鑑』でカメラを担当している。 
1968年1月30日クランクイン、2月雪の野尻湖ロケ他、3月11日ダビング終了。
当時、東映製作のほとんどの映画の題名を変更なしも含め、命名していた岡田茂プロデューサーも、さすがに舟橋聖一相手では題名を変えることはできず、原題のまま公開を予定していた。
1968年2月の報道では1968年4月11日から石井輝男監督の『続・決着』との併映予定もあったが、テンポが遅いなど、ヤクザとエロ全盛の東映調でないと判断され、封切り日が決まらず、そのままお蔵入りとなった。東映でやらないなら譲ってもらえないかと松竹から申し入れがあったが、佐久間の主演映画を他社には譲れないと断っていた。その後佐久間が東映を退社したため、7年後の1975年に日活に売り、日活が『襟裳岬』との二本立てで一般映画枠で公開した。1970年代に入り、東映が洋画配給（東映洋画）に乗り出し、興行で松竹、東急レクリエーションとSTチェーンを組むようになり、松竹との関係が密になっていたため、さすがに東映も少し気が引け、岡田茂東映社長が側近の鈴木常承営業部長に奥山融松竹専務の元にお詫びに行かせたが、松竹は裏の経緯も全部知っていて、おまけに当時の松竹は寅さんが絶好調で『砂の器』でも大当たりを取り余裕、鈴木をからかう程度で済んだ。
日活は1971年から日活ロマンポルノに移行していたが、一般映画を時折作ることは最初から表明していた。日活は経営に苦労し、何か大きな作品を作って通常マーケットに乗せ、突破口を開こうとしていたといわれる。『雪夫人繪圖』『襟裳岬』の二本立ては、良質作品の二本立てとヒットの予想もあったが、興行には失敗した。

#### 影響
佐久間良子は1964年頃から予定していた話題作の出演取り消しが相次ぎ、特に田坂具隆監督作品の出演が次々流れ、東映との関係が悪化した。1967年、田坂と共に恩人である岡田茂企画本部長が、刺激のより強いエロ路線に乗り出し、『大奥㊙物語』を企画、佐久間を主役に抜擢した。しかし佐久間はこの題名に不満があり、続編『続大奥㊙物語』を降板した（代わりに抜擢されたのが小川知子）。本作『雪夫人絵図』も女優生活10年目の意欲をかけ、岡田の意向に出来るだけ沿うようありったけのお色気を全部出し切って熱演したにもかかわらず、お蔵入り。佐久間は契約更改（春闘）でギャラアップを要求して東映と揉めていて、自身が映画化を希望した『石狩平野』が製作延期になり、「列車シリーズ」『喜劇初詣列車』に次いで製作を予定していた『喜劇・新婚列車』の出演を拒否、コンビを組んでいた渥美清と順法闘争に出て東映での「列車シリーズ」は終了した。直後に松竹から『わが闘争』の主役オファーがあったことから、東映は佐久間に充てる作品もなく、佐久間の希望通り『わが闘争』で初めて他社出演した。『わが闘争』は大ヒット。しかし1968年8月、メキシコで開催された日本映画見本市に出席した佐久間が帰国を延期し「どうせ映画の予定はゼロですから」と話し、次いで三船敏郎が大川社長に三船プロ製作・東宝配給の『風林火山』の由布姫役に佐久間を借りたいと直に申し入れて了承され、佐久間が二作連続で他社出演することになり、佐久間はフリーになるのではとマスメディアが騒ぎ、東映を慌てさせた。佐久間はあくまで東映女優と宣言し、1969年の東映カレンダーにも登場、東映も佐久間を中心に女性オールスター路線をスタートさせると約束、『大奥絵巻』製作を決定し、一旦矛を収めたかのように見えた。しかし次作小幡欣治原作による『あかさたな』は、東宝芸術座の舞台にかかった芸術作品という触れ込みであったが、岡田茂企画本部長が「『あかさたな』では客は来ない。『日本一のホルモン男』でも弱い。タイトルは『妾二十一人 ど助平一代』や」と題名を変更した。助監督の内藤誠が改題を伝えると佐久間は号泣したという。今度は公開され内容的には高評価とするものと、「題名もひどいものだが、内容もドタバタお粗末エロコメディー」とするものがあるが、館内は爆笑の連続で、観客は身をよじって笑い転げたとされ、大ヒットしたとされる。本作の題名を大きく書いた看板が、新宿の中央通りに突き出て、その下を通る女子学生が、そっと見上げて、笑いながら足早に駆けて行った。佐久間は宣伝のため当時出演した『スター千一夜』でもこの題名を口にできなかったといわれ、自身の将来に不安を感じた佐久間は東映から気持ちが離れ、以降、テレビドラマや舞台に活動の場を移した。岡田製作本部長は7000万円の製作費で作った1968年の『徳川女系図』（石井輝男監督）が興行収入2億7000万円の大当たりを取ったことに味をしめ、製作費の高いヤクザ映画の割合を減らし、1969年の東映新路線として"性愛もの"シリーズを打ち出し、1969年東映ラインナップとして『異常・残酷・虐待物語・元禄女系図』（『残酷・異常・虐待物語 元禄女系図』）『異常性愛記録 ハレンチ』『㊙女子大生・妊娠・中絶』（『㊙女子大生 妊娠中絶』）『㊙トルコ風呂・指先の魔術師』『婦人科秘聞・下半身相談』『温泉ポン引女中』『不良あねご伝』『やざぐれのお万』の製作を発表していた。岡田は「どんなに悪者扱いされようと大衆が喜ぶものを作るだけ。笑わせる、泣かせる、握らせる（手に汗を）映画を作りたい」と開き直っていた。

#### 映像ソフト
2010年4月に東映ビデオからDVDが発売されている。

#### 同時上映
- 『襟裳岬』
  - 監督：加藤彰
  - 出演：山口いづみ、神有介、夏夕介他
  - 1974年の森進一：歌、岡本おさみ：作詞、吉田拓郎：作曲による同名楽曲を元にした歌謡映画。